# Fatsia oligocarpella
Fatsia oligocarpella é uma espécie vegetal do gênero Fatsia.

## Sinônimos
- Boninofatsia oligocarpella (Koidz.) Nakai
- Boninofatsia wilsonii Nakai
- Fatsia wilsonii (Nakai) Makino & Nemoto